# HMS Lion (1777)
HMS Lion е британски линеен кораб трети ранг.
Спуснат е на вода на 3 септември 1777 г. в корабостроителницата в Портсмът. Въоръжен е с 64 оръдия. Влиза в Кралския военноморски флот на Великобритания.
На 6 юли 1779 г. участва в битката при Гренада под командването на капитан Уилям Корнуолис, където е сериозно повреден и принуден да се оттегли към Ямайка. Там остава близо година.
През март 1780 г. Lion, с подкрепата на 2 други кораба, се сражава с превъзхождащи ги френски сили близо до Монте Кристи на Сан Доминго. Втори сблъсък е проведен през юни 1780 г. близо до Бермуда, когато Корнуолис с 3 линейни кораба и друг кораб с 50 оръдия попада на по-голяма френска ескадра, превозваща воини на Jean-Baptiste Donatien de Vimeur към Северна Африка. Французите превъзхождат ескадрата на Корнуолис, но се задоволяват с продължаване на мисията им, вместо да атакуват по-малобройните британски сили.
През 1796 г. корабът посещава Кейптаун. Lion приключва съществуването си, когато е продаден и разглобен в Чатъм на 30 ноември 1837 г.